# Bild
Bild, (njem. Slika), njemački je tabloid, najtiražnije tablidne novine u Europi. Bild am Sonntag (njem. Slika nedjeljom) uređuje se neovisno od Bilda i predstavlja nedjeljno izdanje novina.
Novine imaju veliki utjecaj na njemačku politiku i društvo, a poznate su i po parodiranju i ismijavanju političara. Između 1984. i 2012. Bild je na naslovnoj stranici tijekom 28 godina objavio 5 000 slika gologrudih djevojaka, također jednog od simbola novina.
Osim u devet tiskara u Njemačkoj (najpoznatije Hannover, Berlin, München), tiskaju se i u Španjolskoj, Italiji, Ateni i Turskoj.

## Vanjske poveznice
- Službene stranice (njem.)

|  | Zajednički poslužitelj ima još gradiva o temi Bild (newspaper) |